# 1964東京オリンピック (テレビ番組)
『1964東京オリンピック』（いちきゅうろくよん とうきょうオリンピック）は、NHK総合テレビジョンで2013年8月19日から21日まで3日間連続で放送されたドキュメンタリー番組である。

## 概要
2013年9月7日（現地時間）、アルゼンチンの首都ブエノスアイレスで国際オリンピック委員会総会が開かれ、東京も招致に名乗りを上げた2020年夏季オリンピック大会の開催地が決まる。そこに向けて機運を盛り上げようと制作された関連番組のひとつである。
戦後初めてアジアで開催された近代オリンピックである1964年の東京オリンピックによって、太平洋戦争の敗戦で多くの人々が心を傷つけ自信を無くした日本人は、日本から世界へ平和を発信しつつ、戦後日本再生へ向けて力強い歩みを踏みしめた。開催へ向けた招致活動や聖火リレー、競技そのものなど、大会成功に向けた取組みを、再現ドラマやドキュメンタリーを交えながら振り返るというものであった。

## 出演
ナビゲーター
高橋克実
ナレーション
森田美由紀（アナウンサー）

## 放送日時と内容

### 平和の炎が灯った日〜開会式の舞台裏〜
放送日時
2013年8月19日 20:00 - 20:43
詳細
東京オリンピックで最も印象に残った開会式。各地を巡った聖火リレーや国立競技場に設けられた聖火台の製作秘話などを通して、その舞台裏を描いた。
キャスト
- 鈴木昭重：小林ユウキチ
- 山下誠一：江端英久
- 笹野高史
- 村上淳
- 加藤満
- 大村波彦
- 吉川勝雄
- 上杉二美

### オリンピック招致にかけた男たち
放送日時
2013年8月20日 20:00 - 20:43
詳細
東京オリンピックは、実は1940年に開催されるはずだった。日本はこの年を神武天皇即位から数えて2600年目の節目に当たるとしてかなり重要視しており、その後開催実現まで32年ものブランクを要した札幌オリンピックとともに招致したものの、日中戦争勃発で返上せざるを得なかった。この幻の東京大会で水泳代表チームの監督を務めるはずだった田畑政治は、敗戦で心を痛めた日本人にスポーツを通して復興を後押ししたいと考え、各国のIOC委員への説得工作を展開した。田畑をはじめとする24年越しの開催実現に奔走した男たちのドラマである。
キャスト
- 平沢和重：相島一之
- 北原秀雄：鈴木健介
- 嘉納治五郎：米倉斉加年
- 東龍太郎：久保酎吉
- 古泉葵

### “1億人”に勝利を〜アスリートたちの挑戦〜
放送日時
- 2013年8月21日 20:00 - 20:43
- 2013年12月21日 22:00 - 22:48（一部再構成してのアンコール）

詳細
こうして五輪開催が実現したが、当時の選手強化の環境は諸外国に比べ恵まれていたわけではなく、様々な創意と工夫を凝らし五輪での勝利を目指した。奇しくも2020年夏季五輪で開催除外候補（その後存続決定）になったレスリングの男子監督を務めた八田一朗らは、強豪ソビエト連邦の選手に勝ちたいと弟子の吉田義勝と秘策を練った。
キャスト
- 八田一朗：石橋凌
- 吉田義勝：石田卓也
- 矢柴俊博
- 石原和海
- 加門良
- 岡優美子
- 五辻真吾